# 石建平
石建平（1973年9月—），男，汉族，中共党员，青海化隆人。中华人民共和国政治人物。曾任中共海南州委副书记，青海省水利厅党组书记等职。现任中共西宁市委副书记、市人民政府市长。